# Жизнь Клима Самгина
«Жизнь Кли́ма Самгина́» («Со́рок лет») — незавершённый роман Максима Горького, жанр которого сам автор обозначил как повесть. Самое масштабное и последнее (по выражению автора — прощальное) произведение Горького, писавшееся им с 1925 года вплоть до смерти. Вызвал много неоднозначных оценок и споров, как в Советском Союзе, так и за рубежом. Роман и сейчас вызывает споры: в то время как одни критикуют роман за чрезмерно предвзятое изображение русской интеллигенции и видят неудачное произведение, другие считают его главным произведением Горького и одним из важнейших произведений русской литературы XX века. В романе выделяют экспериментальные приёмы и иногда называют модернистским произведением. В СССР произведение рассматривали как роман-эпопею и относили к соцреализму, однако сейчас такие установки оспариваются.
Действие книги происходит в Москве, Петербурге и провинциальных городах и охватывает сорок лет жизни России — от 1880-х годов до 1918-го года. На страницах романа изображены представители всех социальных классов, выписаны характеры русских революционеров, сектантов, деклассированных элементов и пр. Общее число персонажей — более 800, причём среди эпизодических персонажей появляются и реальные лица (Николай II, Савва Морозов и др.). В идейных спорах героев прозвучало более 70 имён философов и политиков, более чем на 100 страницах упоминается Лев Толстой, на стольких же — Достоевский и Леонид Андреев.
В 2008 году редакцией «Независимой Газеты» («НГ-ExLibris») роман включён в список «100 лучших романов всех времён» (61-е место).

## История создания

#### Замысел
Согласно выступлению Горького на заседании редакционного совета издательства ВЦСПС в 1931 году, замысел романа возник после революции 1905—1906 годов. Идеей было выписать в главном герое хорошо знакомый писателю из жизни, родственный также, например, Англии и Франции и в целом известный в литературе XIX века образ типичного, по мнению автора, представителя интеллигенции: «Мне хотелось изобразить в лице Самгина такого интеллигента средней стоимости, который проходит сквозь целый ряд настроений, ища для себя наиболее независимого места в жизни, где бы ему было удобно и материально и внутренно». В письме Р. Роллану Горький называет произведение «историей попыток человека освободить себя от насилий действительности, не изменяя её иначе, как словами».
Одной из попыток воплотить замысел в ранний период творчества стала повесть «Варенька Олесова».
Развитие замысла прослеживается в ряде неоконченных произведений Горького со схожей сюжетно-тематической направленностью. Первым из них стал план романа «Жизнь г. Платона Ильича Пенкина», в целом совпадающий с сюжетом «Жизни Клима Самгина»: Главный герой — интеллигент-разночинец, происхождение и воспитание, которого внушают завышенное самомнение и честолюбивые желания. «Несоответствие сил с желаниями. Радикальство — народничество — оппортунизм, консерваторство — декадентство. Полный моральный крах. Сознание. Раскаяние. Смерть».
Позднее Горький работал над аналогичными по замыслу повестями, оставшимися незаконченными, «Записки d-ра Ряхина» (1911) с центральным персонажем, сосредоточенным на собственным «я» но не способным к идейному самоопределению и выработке твердой жизненной концепции и «Всё то же» (1915) с главным героем Смагиным, страдающим «раздвоением с самим собой», незащищённостью от внушений всевозможных проповедников, что вызывает в нём рост скептицизма и «убыль энергии».
Параллельно, у Горького существовал, также, замысел эпического произведения, в котором он хотел показать 100 лет российской истории через историю семьи крестьянина, отпущенного на волю за партизанские подвиги в Отечественную войну 1812 года и многочисленных выходцев из этой семьи — чиновников, попов, фабрикантов, петрашевцев, нечаевцев, семи- и восьмидесятников. Частично замысел был реализован в романе «Дело Артамоновых», частично отразился в значительном расширении тематических и сюжетных рамок романа «Жизнь Клима Самгина».

#### Работа над произведением
Подготовкой к работе над произведением Горький видел цикл «Рассказы 1922—1924 годов».
Интенсивную работу над «Жизнью Клима Самгина» Горький начал весной 1925 года, сразу после окончания «Дела Артамоновых». В это время он проживал в Италии на уединенной вилле «Иль Сорито», вблизи Сорренто. Первоначально планировалось закончить роман за год или полтора, но масштабы произведения постоянно разрастались и работа продолжалось, с перерывами, до самой смерти писателя в 1936 году.
Структурно роман состоит из четырёх частей: первая часть была написана в 1925—1926 годы, вторая — в 1926—1928, третья — 1928—1930, четвёртая — 1931—1936 годы. Первая часть романа разделена на 5 глав, в последующих трёх автор отказался от деления на главы, и повествование в них идёт сплошным потоком. Четвёртая часть была отредактирована и подготовлена к печати только частично и заканчивается на событиях февраля 1917 года. Из сохранившихся авторских набросков финальной части судьба главного героя осталась неясной, хотя одним из возможных финалов Горький видел смерть Самгина. В рукописи одной из редакций роман первоначально имел заглавие «История пустой души»
Работа над романом и особенно заключительными частями, проходила трудно. Параллельно с писательской, Горький вёл активную общественную деятельность, редактировал несколько журналов, выступал как публицист, критик, инициатор ряда литературных начинаний, преодолевал серьёзные проблемы со здоровьем. Также высказывался в письмах, что роман тяжел для неподготовленного читателя и его надо «переделать от начала до конца» (так было сделано с «Делом Артамоновых»), либо выпустить облегчённую версию.
В печать роман выходил частями, с задержкой, необходимой на вычитку, уточнения и окончательную корректуру. Рукописи Горький отсылал своему помощнику П. П. Крючкову, который распределял материал по издательствам. Так как, по существующим в то время правилам, издание книги в СССР автоматически лишало Горького авторских прав на все зарубежные издания, первым полный текст произведения печатался в Берлинском издательстве Kniga.
Четвёртая часть не была завершена автором; Горький также планировал переработать третью часть, добавив в неё материал из четвёртой. В 1937 году четвёртая часть была опубликована с предисловием Комиссии ЦК ВКП(б) и СНК СССР по приёмке литературного наследства и переписки А. М. Горького, занимавшейся обработкой и публикацией рукописи:

При подготовке книги к печати редакция встретилась с рядом недоработанных мест. Автор, недовольный изложением, зачёркивает иной раз часть текста, но не даёт новой редакции его. В тех случаях, когда зачёркнутое является необходимым звеном изложения, оно восстанавливается нами в угловых скобках. <…> В рукописи изредка один и тот же персонаж имеет два—три разных имени. Для единообразия приходилось здесь руководствоваться редакцией последних частей рукописи или останавливаться на имени, написанном наибольшее количество раз. <…> Встречается в четвёртой части повести условная сдвинутость времени, законная в художественном произведении, когда, например, исторические происшествия, имевшие место на протяжении двух лет, проходят в повести в течение одного года, и тому подобная. Но в одном случае эта сдвинутость времени обусловила хронологические противоречия, когда день нового 1912 года сближается несколькими днями с ленскими событиями (апрель 1912 года), а затем и с наступлением осени. Здесь приходится считаться с тем, что рукопись не является последней редакцией… Четвёртая часть повести начинается по времени действия с лета 1906 года, в то время как третья часть кончается событиями лета 1907 или даже 1908 года. Объясняется это тем, что автор предполагал переработать третью часть, перенеся в неё часть материала из четвёртой.

В том месте четвёртой части, где Самгин впервые едет на фронт, пропущены сцены, из которых было бы видно, что Самгин поступает на службу в Земгорсоюз… Объясняется этот пропуск тем, что Алексей Максимович, нуждаясь в каких-то дополнительных справках, отложил написание этих сцен, перейдя непосредственно к дальнейшему изложению…

## Сюжет
Для зарубежной печати М. Горьким была написана в форме редакционного предисловия следующая заметка о «Жизни Клима Самгина»:

В своём новом романе М. Горький поставил пред собою задачу изобразить со всей возможной полнотой сорок лет жизни России, от 80-х годов до 1918-го. Роман должен иметь характер хроники, которая отметит все наиболее крупные события этих лет, особенно же годы царствования Николая Второго. Действие романа — в Москве, Петербурге и провинции, в романе действуют представители всех классов. Автор предполагает дать ряд характеров русских революционеров, сектантов, людей деклассированных и так далее.
В центре романа — фигура «революционера поневоле», из страха пред неизбежной революцией — фигура человека, который чувствует себя «жертвой истории». Эту фигуру автор считает типичной. В романе много женщин, ряд маленьких личных драм, картины ходынской катастрофы, 9-е января 1905 года в Петербурге, Московское восстание и так далее вплоть до наступления на Петербург ген. Юденича. Автор вводит в ряд эпизодически действующих лиц: царя Николая II-го, Савву Морозова, некоторых художников, литераторов, что, по его мнению, и придаёт роману отчасти характер хроники.

В основу сюжета положена жизнь главного героя — Клима Самгина, формирование его личности, идейно-философские искания и роль в событиях России того периода. Параллельно, автор показывает большое количество героев второго плана, так или иначе соприкасающихся с Самгиным — людей очень разных, предпринимателей, политиков, философов, чиновников, революционеров, женщин разных типов, людей из простого народа, в разговорах, спорах действиях которых раскрывается разнообразие настроений и всевозможных течений в обществе предреволюционной России. Ещё одной линией романа, как бы нанизанной на жизнь Самгина, идёт показ значительных событий эпохи — празднований, трагедий, революционных выступлений, а также, чаще в виде аллегорий, вымышленных автором событий местного масштаба (подъём колокола, ловля сома, «бунтующееся» село и тому подобные).
Необычностью произведения является простота сюжета, почти лишённого сложных запутанных ходов и неожиданных развязок, а также не героический и даже во многом отрицательный образ главного героя, что не характерно для классических эпических произведений. Основное внимание автор сосредоточил на идейно-психологических коллизиях главного героя и его окружения, стремясь показать развитие и особенность личности подобного типа людей, а также их роль в обществе. От этого критикой и самим автором роман признаётся сложным для чтения.

#### Сюжетная линия главного героя
Клим Самгин родился в конце 1870-х в семье довольно зажиточных интеллигентов либеральных и отчасти революционных взглядов. Отец, Иван Акимович Самгин, из стремления к оригинальности, даёт своему второму сыну простонародное мужицкое имя Клим, и с детских лет родители воспитывают в нём образ необыкновенного мальчика, мальчика-вундеркинда, которым он на самом деле не являлся, но это отдалило Клима от сверстников и старшего брата Дмитрия, во многом лишив непосредственности детства.
Большую роль в воспитании Клима сыграл учитель-философ Степан Томилин, прививший элементы индивидуалистической философии с холодным, рассудительно-скептическим отношением к культуре, женщине, природе. Все эти факторы послужили важным элементом последующего развития личности.
Заложенное зерно Клим Самгин пронёс через всю жизнь. По мере взросления он уже сам начинает «выдумывать себя», создавать образ себя как человека необычного, высокоинтеллектуального, имеющего свои оригинальные взгляды на жизнь, политику, философию, культуру. Непрерывно развивая свою «самость» (отсюда авторский выбор фамилии — Самгин), Клим достигает в этом больших успехов. Он коллекционирует мысли других людей и часто, в многочисленных разговорах со сверстниками, преподносит это от своего имени, пытаясь создать свою «систему фраз», удобную для себя «маску» внешнего ума и начитанности, скрывающую от других довольно бесцветную и скучную личность без твёрдых убеждений и идеалов. В то же время в Климе, обладающем от природы средними способностями и смутно понимающем это, развивается глубоко скрытая болезненная зависть и вражда к людям непосредственным, остроумным, умеющим любить и глубоко чувствовать.
Демонстрируя внешний ум и начитанность, подтянутость и респектабельность, обладая немалым честолюбием и привычкой гордиться своей яркостью, неповторимостью, Клим Самгин создал образ на редкость сдержанного человека, способного что-то открыть, дать людям. Подстраиваясь под общие настроения и сообразив, что это выгодно подчеркнёт его личность, Клим нередко создавал образ революционно настроенного человека и даже участвовал в революции 1905 года. Из-за этого многие приглашали его на различные беседы, собрания, которых много в книге и через которые Горький вводит в сюжет большое количество героев второго плана — довольно пёструю вереницу интересных русских людей самых разных убеждений политических и идеологических, показывая через них «все классы, „течения“, „направления“, всю адову суматоху конца века и бури начала ХХ-го!».
Постепенно, по мере общения, Клима Самгина начинают понимать и раскрывать, он становится чужим и отвергнутым, товарищи отворачиваются от него, он переезжает в разные города и за границу, пытаясь выработать какие-то свои внутренние убеждения, и в итоге приходит на позиции отрицания и вражды к революционному движению. К началу революции 1917 года Клим Самгин уже твёрдо стоит на контрреволюционных позициях и считает В. И. Ленина личным врагом. На этом книга обрывается. Максим Горький умер, не дописав последнюю, 4-ю часть повествования.
С дальнейшей судьбой Клима Самгина, автор, по сохранившимся наброскам, не определился. Либо он гибнет в самом начале революции или при отражении наступления Юденича на Петроград, либо эмигрирует за границу, становясь в ряды эмигрантской прессы, либо остаётся в рядах внутренней эмиграции, ведя вредительскую деятельность против Советской власти.
Параллельно с судьбой главного героя и через его восприятие Горький показывает в книге крупные российские события того периода: Ходынскую трагедию, Всероссийскую Нижегородскую выставку, шествие зубатовцев, Кровавое воскресенье, баррикады 1905 года, похороны Баумана. Помимо вымышленных, собирательных образов, вводит в сюжет и реальных лиц: Николая II, Савву Морозова и других. Многие события и люди описаны Горьким по его личным впечатлениям.

### Первая часть
Заложена завязка романа, детские и юношеские годы Клима Самгина, формирование его личности и круга общения.

#### Глава 1
Действие начинается в провинциальном приволжском городе, точно не указанном Горьким. Возможно, это Рыбинск или Ярославль.
Социально-революционная ситуация в России конца 1870-х. Семья и общество Самгиных. Рождение мальчика, второго ребёнка в семье, которого отец называет простым мужицким именем Клим.
Первый круг общения Клима Самгина. Его отец — Иван Самгин, мать Вера Петровна, старший брат Дмитрий, дед Аким и бабушка, а также квартиранты Самгиных: семья доктора Сомова с дочерями Любой и Варей, семья инженера Тимофея Варавки с сыном Борисом и дочерью Лидией, учитель Степан Томилин, внук няньки Самгиных Иван Дронов, оставшийся сиротой, и друзья детей Варавок Игорь Туробоев и Алина Телепнева.
Первые впечатления детства:
- Клим едет на ярмарку с дедом и впервые видит народ, о котором так много говорят в его семье.
- Училище для сирот, которое опекает дед.
- Игры детей и взаимоотношения в их среде. Дружба с Лидой Варавкой и растущая неприязнь к её брату Борису, обладающему задатками лидера.
- Провал экзаменов в гимназию.
- Сумасшествие и смерть матери Сомовой. Самоубийство доктора Сомова.
- Смерть бабушки.
- Разлад в семье Самгиных. Мать порывает с малодушным, по её мнению, отцом и сходится с бывшим квартирантом, инженером и деятельным бизнесменом Тимофеем Варавкой. Отец, дед и старший брат Дмитрий уезжают в Выборг, Лидия и Борис становятся сводными братьями Клима.
- Гимназия. Незаконнорождённый мальчуган Иноков и случай с разбитым окном.

В город возвращается исключённый из военного училища Борис Варавка, и вражда Клима к нему возрастает с новой силой. Используя доверие Лидии, он узнаёт подробности случившегося и старается уязвить этим Бориса, что приводит к открытой стычке. Мать и Тимофей Варавка пытаются погасить ссору и помирить юношей, но скрытая вражда остаётся.
Зимой, во время катания на коньках, Борис и его подруга Варя Сомова провалились под лёд реки. Клим первый подоспел на помощь. Борис борется с течением и пытается выбраться на лёд, но безуспешно, так как Варя Сомова держится за него. Клим бросает тонущим конец ремня, и Борис, ухватившись за него, придвигает Клима по льду к краю полыньи. Клим, испугавшись, отпускает ремень, и дети тонут. Стресс был столь велик, что Клим проболел семь недель и в память ему на всю жизнь врезался недоверчивый вопрос зеваки:
```
— Да был ли мальчик-то, может, мальчика-то и не было?
«Был!» — хотел крикнуть в бреду Клим и не мог.
```

#### Глава 2
Климу Самгину идёт 17-й год. Он учится в шестом классе, отчуждён с одноклассниками, приятели его Дронов и Макаров учатся в 7-м и 8-м классах. Не отличаясь успехами в учёбе, он подкупает учителей «благовоспитанностью и благонравием». Лидия отворачивается от Клима, влюбившись в щёголя Игоря Туробоева и даже пытается бежать с ним в Петербург, когда Игоря отправляют туда учиться.
Во флигеле дома Самгиных, где снимает квартиру писатель Катин, проходят собрания и споры людей разных политических взглядов. Там же поселяется приехавший из ссылки непримиримый народник дядя Клима — Яков.
Клим ревнует Лидию, которая, расставшись с Туробоевым, начинает встречаться с Макаровым, но, неожиданно для себя, знакомится и получает первый сексуальный опыт с белошвейкой Ритой Вагановой. Вскоре вскрывается, что Рита специально подкуплена матерью и, кроме того, живёт ещё и с приятелем Клима — Дроновым. Клим, возмущённый этим, резко разрывает с ней. Отношения Лидии и Макарова также не складываются, и Макаров, напившись, совершает попытку самоубийства, но Клим мешает ему сделать это.
Получив аттестат зрелости, Клим, по протекции Варавки, поступает в институт гражданских инженеров и уезжает учиться в Петербург.

#### Глава 3
В Петербурге Клим поселяется на квартире родственников Варавки — Премировых, где встречается с братом Дмитрием и заводит новых приятелей: Марину Премирову, Степана Кутузова и Серафиму Нехаеву. В университете он выбирает юридический факультет. Вскоре у Клима возникает роман с Серафимой Нехаевой. В отношениях с ней он чувствует себя в роли богача, дающего милостыню нищей, которую презирает, и часто думает о Лидии, отец которой Тимофей Варавка всё более богатеет и уже намерен пройти в главы города.
Хорошие отношения с новыми приятелями и братом вскоре портятся, в университете Клим чувствует себя обезличенным и тонет в бурной активности студенческой жизни, возникают опасения о беременности Серафимы Нехаевой, которая всё более оттягивает свой планируемый отъезд за границу. Клим решает покинуть нелюбимый Петербург и перевестись в Московский университет, он разрывает с Нехаевой и едет домой через Москву, где надеется встретиться с Лидией, которая учится там в театральной школе, однако Лидия уже уехала домой. Клим встречает в Москве ведущих разгульную жизнь Макарова и его друга, студента Владимира Лютова — сына богатого купца и жениха красавицы Алины Телепневой.

#### Глава 4
В родном городе Клим сразу попадает в сферу деятельности своего отчима и отправляется устраивать дела на его дачи, где проживает много квартирующих. Туда же приезжают Макаров, Лютов, Алина, Лидия, учительница музыки Елизавета Спивак и другие старые знакомые Клима. Приходят вести об аресте брата Дмитрия и о смерти дяди Якова в тюрьме в Саратове. Клим узнаёт о частых изменах Варавки и одиночестве его матери. На лесной тропинке случайно встречает таинственную знакомую Лютова. В виде аллегорий, Горький вносит в повествование эпизоды ловли воображаемого сома (действие, организованное Лютовым) и подъём колокола в селе.
Отношения с Лидией по-прежнему не складываются, она уезжает с Алиной, Лютовым и Туробоевым в путешествие по Волге, Кавказу и Крыму и оттуда возвращается в Москву в театральную школу. Клим переносит острый душевный кризис, переросший в болезнь: «Люди раздражают уже тем, что они существуют». Позднее из письма Лидии он узнаёт, что красавица Алина порывает с богатым, но эксцентричным и не в меру пьющим Лютовым и выходит замуж за Туробоева.

#### Глава 5
Болезнь и появившаяся на почве болезни лень помешали Самгину перевестись из Петербургского в Московский университет, и он решает один год отдохнуть от учёбы, пожив в Москве. В Москве Клим находит Лидию, которая устроилась на квартире дяди Хрисанфа, и попадает в его общество, где знакомится со своей будущей женой Варварой — падчерицей дяди Хрисанфа, Семёном Диомидовым, Петром Маракуевым, служанкой дяди (старой рабыней) Анфимьевной. Посетив, по совету Диомидова, «квасное заведение», в котором проповедуют толстовство, Клим впервые встречает диакона Егора Ипатьевского. Дьякон оказывается приятелем Лютова и при очередной встрече рассказывает свою «Притчу о неразменном рубле».
Самгин наблюдает за Московскими торжествами по случаю коронации царя и последовавшей ходынской катастрофой, в которой гибнет дядя Хрисанф. Варвара остаётся хозяйкой дома.
Летом Лидия, а затем и Клим, возвращаются в свой город, Клим добивается близости с ней. Между ними происходит бурный роман, но Лидия так и остаётся не понятой. В конце она неожиданно заявляет, что уезжает в Париж к Алине Телепневой. То, что инициатива разрыва исходила не от него, больно ранит самолюбие Клима, он решает уехать раньше и отправляется на Нижегородскую ярмарку.
Первая часть романа заканчивается описанием Нижегородской ярмарки, Всероссийской выставки 1896 года и визита туда Николая II. Царь разочаровал Клима, но сильное впечатление оставило выступление Орины Федосовой и появление на выставке китайского правителя Ли Хунг-чанга. В заключении повествования Максим Горький описывает эпизод, произошедший в павильоне Алтая, когда Ли Хунг-чанг попросил открыть витрину с драгоценными камнями и на глазах растерявшихся чиновников забрал себе большой изумруд, гордость павильона.

### Вторая часть
Клим Самгин в родном городе и замещает Тимофея Варавку и мать, уехавших в Крым. Городская газета «Наш край», краевед Козлов, Кутузов, Спивак, скандалы Инокова, очередной кризис мыслей Самгина. Эпизод с обрушением казармы, строящейся на окраине города. По городу прокатывается волна обысков, у Клима конфискуют все личные записи, затем вызывают в жандармское управление для беседы с ротмистром Поповым, после которой Клим уезжает в Москву, не дождавшись возвращения матери и отчима.
Москва. Учёба в университете, случайная встреча с Варварой и начало регулярных визитов к ней. Собрания в доме Варвары, Маракуев, дьякон, Борис Прэйс, Тагильский, Лютов и Макаров. Варвара влюбляется в Клима и ревнует его, Клим демонстрирует пренебрежение и намеренно смущает её своей холодностью, наслаждаясь своим положением. Эта игра забавляет его и он не прекращает встреч, хотя Варвара и не симпатична ему. Из Парижа в дом Варвары возвращается Любаша Сомова, а затем Лидия и Алина. Приходит известие от матери, что в Финляндии умирает от инсульта отец, и Клим уезжает туда.
Финляндия, Выборг. Айно — вторая жена отца. Путешествие по Финляндии, встреча с братом Дмитрием. Народник Долганов. После похорон отца Клим, ненадолго задержавшись в Петербурге, возвращается в Москву.
Варвары в Москве нет, она уехала с труппой артистов в Кострому. После ночного обыска и ареста Самгин попадает в тюрьму, во время допросов ему предлагают стать информатором в среде революционеров, но он отказывается. Выйдя из тюрьмы и получив разрешение полиции, Клим едет в родной город и попадает там в невыносимое положение человека, которому мать и отчим наперебой жалуются в том, как им трудно жить. Вскоре он вновь возвращается в Москву.
Встреча с Варварой. Она изменилась и стала более независимой. Это раздражает Клима, и он задаётся целью овладеть ею, считая свои действия местью за неудачу с Лидией. Вскоре это удаётся, после того как Варвара увозит Клима, напившегося на вечеринке до беспамятства, к себе домой. Клим переезжает жить к Варваре. Варвара скрывает беременность и однажды, после рассуждений Клима о роли любви, тайно делает аборт, но это вскрывается. Болезнь Варвары ещё более сближает её с Климом, они едут в город к матери и отчиму, венчаются и отправляются в путешествие по Волге и Кавказу.
1901 год. Клим оканчивает университет и поступает, по протекции Тимофея Варавки, в помощники к влиятельному столичному адвокату. Анфимьевна становится фактически домоуправительницей и начинает сдавать комнаты в доме Варвары и Клима. Один из постояльцев, Иван Петрович Митрофанов, выручает Клима, когда тот случайно попадает в гущу студенческих беспорядков на улицах Питера, и становится другом семьи. Клим заводит личного письмоводителя, а разъезжая по провинции с адвокатскими поручениями, попадает в «бунтующуюся деревню», наблюдает в Москве за шествием зубатовцев, организованным ко Дню освобождения крестьян. Во время шествия он неожиданно сталкивается с Митрофановым, который, будучи пьяным, признаётся, что является агентом полиции.
Клим разочарован своей непроницательностью с Митрофановым. Нарастает разлад с Варварой, она удобная жена и практичная хозяйка, но уже «прочитана», и неприязнь к ней растёт, Клим подозревает жену в измене со своим письмоводителем. Нарастает психологический кризис, ощущение одиночества и отчуждённости, состояние, близкое к отчаянию. Варвара надолго уезжает по делам в Петербург.
Клим, совершая очередную деловую поездку в Калужскую губернию, неожиданно на почтовой станции встречает таинственную знакомую Лютова — Никонову. Никонова становится любовницей; посещая её квартиру в Москве, Самгин рассказывает о своих делах с революционерами и о Митрофанове. Митрофанов неожиданно уезжает, его переводят в Курскую губернию; однажды Клим случайно натыкается у Никоновой на непонятные тайные записки и смутно подозревает её в связях с полицией. Никонова неожиданно исчезает, передав Климу тайное письмо с советом «бросить всё». Революционеры пытаются найти её, но безуспешно. Позднее (в 4-й части романа) она гибнет при взрыве дачи Столыпина под фамилией Любимова.
Во время объявления войны Японии, Клим в Петербурге и наблюдает за манифестацией по случаю начала войны. Видя царя перед манифестантами на балконе дворца, он ощущает психологическое сродство с ним. Там же, в Петербурге, он встречается с Лидией, которая замужем за отставным поручиком гвардейской артиллерии Антоном Муромским. Она, вслед за мужем, отправляется на войну сестрой милосердия.
Навещая отчима в лечебнице в Старой Руссе, Клим видит, как там собирают запасных на Русско-японскую войну. Вскоре отчим Тимофей Варавка умирает, и Клим перевозит его тело из Старой Руссы в родной город. После похорон мать уезжает жить за границу, Клим, провожая её, останавливается в Петербурге, где встречается с Туробоевым, работающим корреспондентом газеты, посещает собрание, организованное Гапоном и попадает в события Кровавого воскресенья, едва не погибнув при этом. Вечером этого же дня он оказывается на квартире Саввы Морозова и на следующий день уезжает в Москву.
В Москве люди взбудоражены и просят Самгина рассказать о происшедшем, приглашая его с докладами в различные собрания и общества. Самгин охотно делает это и даже входит во вкус, ему становится приятно пугать мирных обывателей, он даже намеренно приукрашивает события. Вновь возвращается уверенность в себе и надежда на «командующее место в жизни». Дела наследства Варавки вновь заставляют ехать в свой город, там он также выступает и пишет статью в газету.
По городу прокатывается волна арестов. Клим проводит в тюрьме 2 месяца, полковник Васильев, допрашивающий его, сам сильно напуган и растерян. Вскоре Васильева убивает неизвестный, и Клим выходит на свободу. В городе беспорядки, городская буржуазия объединяется в Союз Русского народа, в доме Самгиных штаб-квартира марксистов во главе с Елизаветой Спивак. Во время демонстраций, стычек и массовых драк появляются убитые; опасаясь погрома, Клим спешно продаёт дом Варавки и уезжает в Москву.
В Москве тревожно. Массовые забастовки, на улицах стрельба, все скупают оружие. Шаляпин поёт в ресторане «Дубинушку». На очередной вечеринке у Лютова Самгин сходится со своей новой пассией — певицей Дуняшей Стрешенвой. Похороны Баумана. Встреча с Митрофановым, тот предупреждает Клима, что около него был «двуязычный» человек.

### Третья часть
Начало Московского восстания. Похороны Туробоева. Баррикада возле дома Самгиных, Анфимьевна и дворник помогают восставшим. Ссора и разрыв с Варварой, та уезжает жить к Ряхиным. Гибель дьякона на Арбатской площади. Бой на баррикаде. Защитники баррикады ловят человека, собирающего сведения о восставших, этим человеком оказывается Митрофанов, его поспешно убивают в сарае Самгиных без допроса. Найден повешенным повар Самгиных, умирает Анфимьевна, дворник берёт расчёт и уходит, в городе нехватка продуктов. В Москву прибывает царская гвардия с артиллерией, восставшие уходят на Пресню.
На улице Клима избивают, и он лежит больной. Приезжает Варвара, чтобы наладить хозяйство. Бои на Пресне. Клима предупреждают о том, что жители подозревают его в помощи восставшим и что он может быть вскоре арестован или расстрелян. Алексей Гогин предлагает Климу съездить в Русьгород (Вологду) по делу денег Степана Кутузова и некой Зотовой, и тот отправляется туда.
Зотова оказывается старой знакомой Клима — Мариной Премировой, она вдова и держит магазин церковной утвари. В Вологде Клим становится свидетелем покушения на генерал-губернатора, встречает Лидию, мужа которой убили на войне. Лидия богата и набожна, Марина умело тянет из неё деньги. Там же гастролирует певица Дуняша Стрешенва, с которой возобновляются отношения, однако её громкий успех у публики задевает Клима, и вскоре происходит размолвка. Марина предлагает Климу перейти к ней помощником по юридическим делам, он принимает приглашение, ненадолго посещает Москву, где провожает Варвару, уезжающую за границу на лечение, и возвращается в Вологду.
Дела и интересы Марины оказываются гораздо шире рамок церковного магазина, она умна и непонятна, многие опасаются и не любят её. Клим начинает самостоятельную юридическую практику и разъезжает с подозрительными поручениями по разным городам. История с Валентином Безбедовым, случай с помощником Клима Мишей, экспроприация на улице города и встреча с Иноковым, полковник Лионель Крэйтон и поездка с ним до Уфы. Увидев хвалебную рецензию на работу брата об этнографии Севера, Клим тоже решает начать писать книгу «Гоголь, Достоевский, Толстой в их отношении к разуму». В заключении 3-й части романа Клим тайно наблюдает «радения о духе» в заброшенном заводе искусственных минеральных вод, в котором Марина выступает кормчей корабля хлыстов и едва не отдаётся ему поле этого. В радениях участвует и Серафима Нехаева, уже ставшая женой богатого американского пароходчика, которую Клим не узнал. Самгин обескуражен, подавлен и вскоре уезжает за границу.

### Четвёртая часть
Путешествие по Европе. Берлин и поразившая Клима живопись Иеронима Босха, Дрезден, Мюнхен. Женева, свидание с матерью, доктор Ипполит Донадьё, неожиданное столкновение с Дуняшей и известие о том, что только что застрелился Лютов. Телеграмма от Марины, она в Париже и приглашает Клима приехать. Париж, встреча с Мариной, Площадь Согласия, ревю в Фоли-Бержер, парламент Франции, выступление Бриана. Марина неожиданно отправляется в Лондон, планируя вернуться через неделю, но оттуда сразу уезжает в Россию. Клим подозревает её в связях с департаментом полиции.
Захар Бердников и инженер Попов. Бердников — враг Марины, он напористо пытается подкупить Клима, требуя информацию о её делах, но всё оканчивается скандалом.
На этом заканчивается рукопись, подготовленная Горьким как окончательная редакция (так называемый «беловой автограф»). Дальнейшее повествование подготовлено к печати уже после смерти автора. Проведена унификация имён персонажей, осуществлённая И. А. Груздевым в первом посмертном издании, исключены дублирующие эпизоды, незаконченные правки приведены в соответствие с непрерывностью сюжета. Некоторые эпизоды, в частности история со вступлением Клима Самгина в «Союз городов», не были дописаны и пропущены.
Последние 10 дней в Париже Клим проводит с горничной отеля Бланж. Возвратившись в Вологду, он узнаёт, что Марина убита, а её доверенное лицо Безбедов находится в тюрьме и подозревается в убийстве. Дело находится на контроле у Петербурга. Из Петербурга, для прокурорского надзора за следствием, приезжает Антон Тагильский, знакомый Клима. Безбедов просит защищать его на суде, но Клим отказывает. Неожиданно Безбедов умирает от паралича сердца, а дело закрывают. Отношение к Климу в городском обществе было неприязненным, он общался только с Мариной и белошвейкой Анютой, с которой жил эти годы. Из-за контактов с Тагильским отношение к нему стало ещё хуже, и он уезжает в Петербург почти без денег.
В Петербурге он навещает Варвару, которая сильно больна и вскоре умирает в больнице. Встреча с Кутузовым, живущим в гостинице по документам доктора Макарова. Встреча с Дроновым, похороны Варвары, собрания у Дронова и его жена Таисия. Дронов едет с Климом в Москву. Дом Варвары уже заложен, но Дронов придумывает комбинацию по его перезакладке и получает деньги, на которые они планируют начать издательство своей газеты, но позже Клим откладывает это на более поздний срок.
Иван Дронов знакомит Клима с присяжным поверенным Антоном Прозоровым, и Клим начинает работать его помощником. 1911 год, Прозоров стар, болен и уезжает с женой за границу, где умирает. Молодая вдова Елена Прозорова предлагает Климу продолжать дела покойного мужа, оставляя небольшой процент для себя. Вскоре Клим начинает жить с Еленой Прозоровой, она хорошо знает быт и нравы высшего света Петербурга. Самгин заканчивает дела Прозоровых и начинает заводить свою клиентуру. Он заводит помощника и пытается писать роман о Марине. Из разговоров с Тагильским становится известно, что Марину, действительно, убил Безбедов, но за этим стоял ещё кто-то, а потому дело прекращено незаконно.
К лету 1914 года Самгин был уже весьма заметным человеком среди людей, основным качеством которых являлось строго критическое отношение к действительности, текущей всё более и более бурно. О нём говорили — «Умный человек». Июнь, начало войны с Германией, манифестация, разгром германского посольства. Дума зачёркивает все свои разногласия с правительством. Самгин вступает в «Союз городов».
Поездки по последнему делу Прозоровых в Устюжну и село Песочное, в Ригу от Союза городов по делу беженцев, в Псков по делу о пропаже вагонов с подарками. Убийство Антона Тагильского офицером, обвинённым им в незаконных расстрелах дезертиров. Встреча со своим бывшим помощником Харламовым, ушедшим на фронт добровольцем. Революционные настроения среди солдат, недовольство войной в высшем обществе Петербурга, рост авантюризма и жадности среди дельцов, предчувствие назревания огромной революции.
Начало 1917 года. Многочисленные собрания и речи, попытки понять действительность и решить что делать. Аристократия начинает покидать Россию. Встреча с братом Дмитрием и его история. Постулат Самгина: интеллигенция — самоцель, а не средство. Убит Распутин, слухи о том, что прогрессивный блок и чёрная сотня планируют свержение Николая второго. Недостаток продовольствия приобретает характер катастрофы.
Февральские события. Прокламация Петроградского комитета большевиков с призывом забастовки и демонстрации на 10 февраля, годовщину суда над социал-демократической фракцией думы, не имела успеха. Всеобщая забастовка вспыхнула 24 февраля. Павловский полк переходит на сторону Думы, разгромлены полицейские участки, горят окружной суд и Литовский замок, идут аресты царских министров и генералов. Броневики на улице. 28 февраля. Самгин и Дронов у Таврического дворца. Керенский, Родзянко, солдаты, Временный комитет Думы.
На этом рукопись романа заканчивается. Из сохранившихся набросков к четвёртой части, финал главного героя остался не ясным. С большой вероятностью он должен был погибнуть в России во время революции или в 1918—1919 годы, но по письмам и статьям Горького также прослеживаются другие возможные варианты его финала: символически исчезнуть в лучах прожекторов броневика, на котором приехал Ленин, в среде зарубежной белоэмиграции, работая сотрудником одной из газет, или в продолжении — в пятом томе хроники Самгин будет жить в Советском Союзе, в виде человека, фальшиво принявшего советскую власть.

## Прототипы героев романа
Большинство образов являются собирательными, в то же время Горький составлял списки некоторых реальных людей, черты которых он использовал при работе. 

Н. А. Бугров.

С. Т. Морозов.

Савва И. Мамонтов.

Н. И. Тимковский-Тунцов.

Н. Н. Златовратский.

Егор Барамзин — К.

Зуйков П. И. — «Миша».

Ив. А. Бунин.

В. А. Поссе.

Ф. Ерм. Афанасьев.

Орлов, нечаевец, переводчик «Искуш. св. Антония».

Его сын — поэт.

Володя Бер поэт, перев. Мистраля.

Елена Д. Стасова.

Комолов — рабочий, столяр.

Басов — слесарь.

Радонежский К. П. — диакон.

M-me Каспари — Спивак.

Топорков — тюремный инспектор Н. Новгорода.

Панфилов Я. П. — так и оставить.

А — Лешегонов?

— Список составлен приблизительно в 1926 году, во время работы над первыми двумя частями книги (По Леонов Л. М. (гл. ред.) М. Горький. Полное собрание сочинений. Художественные произведения в двадцати пяти томах. — Т. 25. Жизнь Клима Самгина (сорок лет). 1925—1936. Заметки, наброски, примечания, указатели. — М.: Наука, 1976. — С. 31.)

Евгений Аничков — цензор солдатских писем.

Арбажин — профессор?
— Список составлен во время работы над четвёртой частью (источник: там же).
Клим Самгин. При работе над первыми двумя частями книги (1926—1927) Горький сопоставил ему следующий список лиц: С.П. Мельгунов, В.С. Миролюбов, К.П. Пятницкий, * А.А. Ярошевский, конечно! Доктор В. С. Лукин, Н. И. Тимковский, Бр. Н. И. С. П. Н. Шатагин и прочие сего ряда. Общая черта: вялое, но неутоленное и неутолимое самомнение. Критицизм ради критики. И черта Айхенвальда.
Иногда прототипом Самгина называют самого Горького. Так, 
Апокриф гласит, что автор, будучи спрошенным, кто прототип Самгина, молча начертил тростью в пыли садовой дорожки имя героя и обвел кружочками два сочетания букв "Сам" и "МГ".Гольдштейн А. Л.
Степан Кутузов. Внешне воспроизведён образ А. И. Желябова, однако по убеждениям (марксист) и по времени действия наиболее приближается к прототипу Л. Б. Красин, которого Горький знал лично.
Владимир Лютов. Собирательный образ. Отчасти совпадает с судьбой Саввы Морозова, совершившего самоубийство или убитого в 1905 году во время лечения за границей. Савва Морозов был близким другом Горького, но в то же время он присутствуют в романе и как реальное действующее лицо.
Марина Зотова (Премирова). За исключением внешних черт, образ очень близок к Юлии Болотовой — владелице Нижегородского антикварного магазина и «кормщице хлыстовского корабля», которую Горький знал лично. Ю. Б. Болотова, также как и Марина, была убита неизвестными в 1904 году. Сопоставлению поддаётся также и окружение Болотовой, воспроизведённое в образах Безбедова, Крейтона, Миши Локтева, Степанова.
Яков Самгин (дядя Яков). Василий Семёнович Гусев (1851—1893) — деятель народничества, пропагандист, организатор съездов, находился в ссылке, позднее был арестован, после чего умер. Горький встречался с Гусевым в 1889 году и характеристика, данная ему в статье «„Механическим гражданам“ СССР», полностью совпадает с образом в романе.

## Критика
Произведение высоко оценил Борис Пастернак: «„Самгин“ мне нравится больше „Артамоновых“… Однако, вдумываясь (просто для себя) в причины художественного превосходства повести, я нахожу, что её достоинства прямо связаны с тем, что читать её труднее, чем „Д<ело> А<ртамоновых>“, что, обсуждая вещь, с интересом и надеждой тянешься к оговоркам и противоположениям… высота и весомость вещи в том, что её судьба и строй подчинены более широким и основным законам духа, нежели беллетристика бесспорная». Пастернак также отметил некоторые особенности произведения (см. ниже); как отмечалось позже, особенности романа Горького оказались близки вкусам Пастернака и его взглядам на современный эпос.
Негативную оценку дала роману значительная часть эмигрантской критики, усмотрев в образе главного героя попытку осудить русскую интеллигенцию. Примером такой оценки можно считать отзыв Георгия Адамовича: <<Роман прежде всего необычайно тяжёл, монотонен, сбивчив и… скучен. <…> Он решил написать эту своеобразную историю интеллигенции с тем, чтобы от интеллигенции окончательно отречься. Он приглашает пролетарских читателей «Клима Самгина» как бы в картинную галерею: «смотрите, вот кто „делал революцию“, — вот они, говоруны, мечтатели, проходимцы, самовлюблённые гамлетики>>. В своём некрологе о Горьком Адамович дал более положительную оценку: «Как картина нравов — „Клим Самгин“ довольно ярок, и для знакомства с настроениями дореволюционной интеллигенции полезен. Но печально — показательно, что Горький в старости, после стольких исканий и вопросов, — и в годы, когда всем этим исканиям и вопросам идёт такая страшная проверка, — дал именно „полезную“ книгу, ничего больше».
Такой точки зрения придерживался и Николай Оцуп, тем не менее, выделявший достоинства произведения: «Есть все же возможность химически выделить из рапорта казённого часть художественную, потому что в „Климе Самгине“, несмотря ни на что, Горький — не рядовой писатель… У многих персонажей „Клима Самгина“ есть живые черты… Особенно хороши образы детей и два-три женских образа». Однако несмотря на это, он подытоживает: «„Клим Самгин“ очевиднее даже, чем все другие вещи Горького, показывает, что один „черно-земный талант“ ещё не достаточен для великого подвига в литературе, хотя по замыслу эпопея Горького и могла бы на это претендовать. Дарование Горького воспитано в пренебрежении к каким бы то ни было поискам за пределами простейшей реальности. Отсюда такая духота в „Климе Самгине“, эта беспросветность, это, как в бане, переполнение всей вещи телами и запахами тел».
Произведение было раскритиковано РАПП, члены которой главными ценностями литературы стремились утвердить «партийность» и «революционный дух». Критик Ж. Эльсберг писал: «Но отграничить себя резко и определённо от Самгина Горький все же не может. Не может … потому что уже во многом, как мы видели, Горький с Самгиным соглашается. Вера в „гуманизм“, в культуру вообще, в Ромэн Роллан, в чудаков сплетается, особенно в художественных произведениях Горького последнего времени, с „объективизмом“, в котором есть и холодок пессимистического равнодушия… скептические самгинские очки уже оказали свое вредное влияние на глаза Горького».
Одну из первых положительных оценок в официальной советской критике дал Анатолий Луначарский: «„Жизнь Клима Самгина“ есть произведение партийное, пролетарское, и именно потому объективное, правдивое».
В тридцатые годы, после того, как Горький стал влиятельной политической фигурой в СССР, критические статьи о произведении стали писаться в исключительно положительном ключе. Так, Леопольд Авербах сперва заявил, что «наша критика оказалась не способной понять этот роман», а затем в 1931 году пишет: «Три тома „Жизни Клима Самгина“ — изумительное свидетельство того, насколько наш идущий с нами Горький. Это произведение совершенно не оценено нашей критикой — потому что оно на одну голову выше её уровня!». В 1930-е годы происходит «канонизация Горького» как «родоначальника» соцреализма и советской литературы, а отзывы РАПП в 1937 году характеризовались как скрытое «вредительство» «врагов народа» в сфере литературы, связанные с якобы «убийством Горького» «право-троцкистским блоком», в чём официально обвинялась внутрипартийная оппозиция. «Новый мир» писал: «Отношение рапповского руководства, троцкистско-авербаховской банды, к Горькому было насквозь политиканским и двурушническим. Авербаховцы всячески травили Горького самыми гнусными способами. А потом, в иной ситуации, лицемерно припадали к Горькому, двурушнически превозносили его в тщетной надежде прикрыться авторитетом великого пролетарского писателя. Ныне эти презренные двурушники разоблачены как заклятые враги народа». В том же номере главный герой «замечательной эпопеи» связывался с «троцкистами»: «троцкистские вредители узнали себя в мелко-честолюбивом, самовлюбленном и духовно нищем ничтожестве — Климе Самгине. Сам Горький в одном из своих высказываний непосредственно сопоставил своего героя с изменниками родины».
Несмотря на установившееся в СССР мнение о романе как о «великой эпопее», современники передают холодные отзывы Сталина и Калинина о романе. Михаил Пришвин приводит слова Калинина из разговора 1944 года:  «Люблю Чехова, – сказал тогда Калинин – каждый раз читаешь, и все кажется по-новому, а вот Горький – тот хуже, и я это давным-давно говорил, что он больше публицист, чем художник <...> Как этот роман его <...> Самгин. Чего он там нагородил, и какой холодный, невозможно прочесть, каждое словечко обсосал». Милован Джилас передаёт следующий отзыв Сталина из разговора в 1948 году:

Я сказал, что считаю самым значительным его произведением — как по методу, так и по глубине изображения русской революции — «Жизнь Клима Самгина». Но Сталин не согласился, обойдя тему о методе:
— Нет, лучшие его вещи те, которые он написал раньше: «Городок Окуров», рассказы и «Фома Гордеев». Что же касается изображения русской революции в «Климе Самгине», так там очень мало революции и всего один большевик — как бишь его звали: Лютиков, Лютов?!
Я поправил:
— Кутузов; Лютов совсем другое лицо.
Сталин продолжал:
— Да, Кутузов! Революция там показана односторонне и недостаточно, а с литературной точки зрения его ранние произведения лучше.

## Анализ

### Художественные особенности
Пастернак писал Горькому, что из-за того, что современный читатель и сам автор хорошо помнят изображаемую эпоху, но при этом она является  «забытым и утраченным основанием нынешнего мира», послереволюционного, она «тем и девственнее и неисследованнее» и нуждается в «раскопке», а потому «пустующее зияние еще не заселённого исторического фона с первого раза может быть только забросано движущейся краской», и «пока его необитаемое пространство не запружено толпящимися подробностями, ни о какой линейной фабуле не может быть речи, потому что этой нити пока ещё не на что лечь. Только такая запись со многих концов разом и побеждает навязчивую точку эпохи как единого и обширного воспоминания, <...> ещё ни разу не примкнутого к вымыслу».
Поддерживающие критики выделяют в романе лаконичный, экспериментальный и эклектичный стиль, сочетающий в себе различные культурные традиции и литературные стили. Отмечают отсутствие деления на главы и непрерывность повествования, считая, что у Горького создаётся впечатление, что история течёт сплошным потоком без вмешательства автора. Также отмечается, что, в отличие от предыдущих произведений Горького, известных более традиционным и близким к реализму стилем, «Клим Самгин» отличается поэтикой, близкой к русскому авангарду. Ричард Фриборн выделяет полифонию, созданную «многогранным, многоголосым калейдоскопом социальных типов» и «разговорчивостью стольких десятков персонажей». По его словам, в романе русская жизнь состоит из «искателей личности, которые создают зеркальные отражения друг друга и сами являются дубликатами или двойниками друг друга в вымышленной реплике истории». Полифонию как одно из важнейших художественных средств Горького выделял и Андрей Синявский, посвятивший «Самгину» диссертацию, хотя такой подход обычно не был свойственен советскому изучению творчества Горького.
Несмотря на интерпретацию официальной советской критики как произведение соцреализма, в «Жизни Клима Самгина» некоторые критики видят близость к таким произведениям модернизма как «Волшебная гора» Томаса Манна и «Человек без свойств» Роберта Музиля. К примеру, французский критик Филипп Шарден в своей работе Le roman de la conscience dangereuse анализирует «Самгина» в составе девяти произведений (которые он определяет как «романы сознания»), включая известные модернистские романы. Немецкий славист Армин Книгге также сопоставляет его с модернистскими романами из исследования Шардена («Самопознание Дзено», «В поисках утраченного времени», «Волшебная гора» и «Человек без свойств»). В некоторых работах, таких как работы Паолы Чони и Ральфа Шрёдера, роман Горького прямо определяется как модернистское произведение. Согласно Шрёдеру, «Самгин» — «негативная эпопея», характерная, по его мнению, Манну, Джойсу и Прусту. Шрёдер пишет: «В образе Самгина Горький воплощает специфически модернистскую тему — противоречие между позднебуржуазной реальностью и возведённой в догму раннебуржуазной картиной мира, а также вытекающее отсюда модернистское разрушение этой картины. Поэтому идейно-художественный комплекс „Самгина“ включает в себя в качестве существенного композиционного горизонта не только пародию на „историю молодого человека XIX века“, но и „негативную эпопею“».
Александр Эткинд пишет, что одна из особенностей «Клима Самгина» — слишком большое количество персонажей, больше, чем читатель способен отследить и запомнить, причём эти персонажи случайно появляются и исчезают. Тем самым ставится под сомнение романтическая традиция, понимающая человека как героя, целостного психологического субъекта с линией поведения, имеющей смысл. История показана «в её радикальном и эгалитарном понимании — движение масс, а не одиночек; классов, а не вождей; дискурсов, а не текстов»; текст деконструирует сам себя «примерно так, как это делала сама история». Такая особенность встречается и в некоторых других произведениях того времени: к примеру, этот же приём более радикально использован в романе Всеволода Иванова «Кремль».
Михаил Бахтин и Георгий Гачев видели в романе карнавальное произведение. Бахтин называл его «карнавалом, так сказать, ушедшим внутрь»: «Тут <карнавал> как будто бы не праздничный и не весёлый, но тем не менее это целый ряд... шествие масок, шествие масок. Лица здесь нет ни одного».

### «Самгин» и соцреализм
После «канонизации» Горького как «основоположника литературы социалистического реализма» произведение стало рассматриваться в советском литературоведении как соцреалистический роман-эпопея. Современные литературоведы считают, что к соцреализму произведение причислять нельзя, а «те особенности, которые обычно приводились в доказательство их соцреалистичности, на поверку оказываются общими родовыми свойствами реализма XX в.» (говоря также о романе «Тихий Дон»). Помимо этого, отмечают, что «Жизнь Клима Самгина» — произведение не эпическое, а философское, «роман идей», хотя Фриборн рассматривает роман и как «революционный эпос» (англ. revolutionary epic).
Милован Джилас приводит отзыв Сталина следующий отзыв о романе: «Что же
касается изображения русской революции в «Климе Самгине», так там очень мало революции и всего один большевик… Революция там показана односторонне и недостаточно…» Большевики представлены группой второстепенных персонажей, возглавляемых Степаном Кутузовым. Согласно официальной советской интерпретации, Кутузов — главный положительный персонаж, «носитель истинных научных взглядов и пропагандист великой правды века», и он противопоставлен буржуазному индивидуализму Самгина; в советской критике даже были попытки утвердить Кутузова реальным главным героем произведения или писали, что в том, что Горький не сделал Кутузова главным героем, состоит «художественная ошибка» при написании «соцреалистической эпопеи». Современные критики считают, что изображение революции Горьким довольно неоднозначно, а положительность Кутузова ставится под сомнение. Фриборн и Александра Смит также рассматривают Кутузова как положительного персонажа, «носителя героизма рабочих и мастера революции», которому Горький сочувствует из-за его стремления изменить ход истории. Однако Фриборн считает, что изображение самой революции в романе положительным назвать нельзя: «Но существенным в любой оценке его амбивалентного, глубоко скептического взгляда — парадокс романа в целом… В результате роман привлекает к себе внимание как антиэпический роман или как эпос об антигерое, подразумевая, что сама революция заслуживает такого же скептического свержения с престола с точки зрения жизненных ценностей и приоритетов, что и нереволюционный герой».
Книгге ставит под сомнение и положительность Кутузова: «Развёртыванию революционного духа в романе противостоят не только характеристики революционеров, но и то обстоятельство, что они в изображаемой действительности не представляют ведущую силу исторического процесса, а какое-то более или менее успешно оперирующее меньшинство». Михаил Бахтин так высказывался об образе Кутузова: «Людей, которые слишком серьёзны и не ценят
и не понимают смеха, шутки, обмана. Мистификаций. Таких <Горький> не любил. И вот, в частности, в „Климе Самгине“ нет таких людей, которых бы он так положительно выдвигал. Например, вот эти его герои-то, коммунисты, прежде всего… Кутузов. <…> Он отрицательно относился к нему… Ведь он даже наделяет его такой сухостью. Вот он певец, а, с другой стороны, поёт он без души. Для него это только форма, формально…». По мнению Дмитрия Быкова, Горький рисует «язвительный портрет большевика Кутузова», показывая мир вокруг Самгина его глазами.
Классик соцреализма Фёдор Гладков писал Горькому, что в то время как в «Матери» революция — «упрямая, мятежная, живая сила», в «Самгине» её представляет «беспочвенная кутузовщина». С ним были согласны и рапповские критики, обвинявшие Горького в том, что он смотрит на мир «сквозь самгинские очки».
С. И. Сухих говорит о романе как о произведении «идеологическом», в котором «сила идей и идеологий в их влиянии на жизнь человека и общества показана здесь как нигде», и «антиидеологическом», в котором «художественная мысль, следуя диалектике жизни, а не идеи, неизбежно высвечивает и лицо, и изнанку любой "логики", как ненавистной автору, так и близкой его собственной идеологической позиции».

## Экранизации и постановки

### Кинематограф
- В 1987 году вышел одноимённый многосерийный телевизионный художественный фильм. Режиссёр — Виктор Титов; в роли Клима Самгина — Андрей Руденский.

### Театр
- 1958 — Ташкентский русский драматический театр имени Горького, «История пустой души». Режиссёр — Чернова О. А. Постановка — Гинзбург А. О. Художники — Вальденберг И. Я., Ушаков Д. В. Композитор — Берлин А. А.
- 1981 — Московский академический театр имени Владимира Маяковского, «Жизнь Клима Самгина». Режиссёры — Андрей Гончаров и Алина Казьмина. В ролях: Анатолий Ромашин, Александр Лазарев, Ольга Прокофьева, Александр Фатюшин, Надежда Бутырцева, Сергей Рубеко, Виктор Власов, Адольф Ильин, Татьяна Муха, Владимир Сальников, Ирина Домнинская, Александр Парра, Наталья Гундарева, Галина Анисимова, Карп Мукасян, Борис Тенин.

### Аудиокниги
- 1995 — «Жизнь Клима Самгина. Сорок лет» с вступительной статьёй А. И. Овчаренко «Роман-эпопея „Жизнь Клима Самгина“». Исполнитель: Вячеслав Герасимов. Звукорежиссёр: Людмила Каверзнева. Время звучания 86 часов 59 минут. По изданию: Максим Горький. Жизнь Клима Самгина: (Сорок лет). — М.: Художественная литература, 1987. — 573 с.. Оцифровано в 2014 году в рамках проекта «Нигде не купишь».